# Ганієва Айбіке Мамедівна
Айбіке́ Маме́дівна Гані́єва (рос. Айбике Мамедовна Ганиева; *1938 — 2012) — російська дагестанська фольклористка; збирачка, дослідниця і популяризаторка фольклору лезгін, зокрема епосу про Шарвілі.

## З життєпису
Працювала старшим науковим співробітником Інституту мови, літератури та мистецтва імені Г. Цадаси Дагестанського центру РАН. 
Кандидат філологічних наук. 

## Доробок і визнання
Айбіке Ганієва — авторка монографій та інших наукових праць з дагестанського, зокрема лезгінського фольклору. 
Вибрана бібліографія
- Песни лезгинского народа (1970);
- Лезгинские народные сказки (1980);
- В поисках легендарного героя» (1986);
- Очерки устно-поэтического творчества лезгин (2004).

Лавреатка Державної премії Республіки Дагестан.